# Stadsprijs Geraardsbergen 1988
De 57e editie van de Belgische wielerwedstrijd Stadsprijs Geraardsbergen werd verreden op 31 augustus 1988. De start en finish vonden plaats in Geraardsbergen. De winnaar was Alan Peiper, gevolgd door Nico Verhoeven en André Lurquin.

## Uitslag
| Stadsprijs Geraardsbergen 1988 |                |                       |      |
| Plaats                         | Naam           | Ploeg                 | Tijd |
| Winnaar                        | Alan Peiper    | Panasonic-Isostar     |      |
| 2                              | Nico Verhoeven | Superconfex-Yoko-Opel |      |
| 3                              | André Lurquin  | Lotto-Eddy Merckx     |      |

1912 · 1913 · 1914–1926 · 1927 · 1928–1932 · 1933 · 1934 · 1935 · 1936 · 1937 · 1938 · 1939 · 1940 · 1941 · 1942 · 1943 · 1944 · 1945 · 1946 · 1947 · 1948 · 1949 · 1950 · 1951 · 1952 · 1953 · 1954 · 1955 · 1956 · 1957 · 1958 · 1959 · 1960 · 1961 · 1962 · 1963 · 1964 · 1965 · 1966 · 1967 · 1968 · 1969 · 1970 · 1971 · 1972 · 1973 · 1974 · 1975 · 1976 · 1977 · 1978 · 1979 · 1980 · 1981 · 1982 · 1983 · 1984 · 1985 · 1986 · 1987 · 1988 · 1989 · 1990 · 1991 · 1992 · 1993 · 1994 · 1995 · 1996 · 1997 · 1998 · 1999 · 2000 · 2001 · 2002 · 2003 · 2004 · 2005 · 2006 · 2007 · 2008 · 2009 · 2010 · 2011 · 2012 · 2013 · 2014 · 2015 · 2016 · 2017 · 2018 · 2019 · 2020 · 2021 · 2022